# Simon Holszański
Pour les articles homonymes, voir Holszański.
Semen Holszański, (en lituanien : Simonas Alšėniškis), est un magnat de Pologne-Lituanie, fondateur de la famille Holszański (en), maréchal de Lituanie (1488), staroste de Loutsk (1490), grand hetman de Lituanie (1500-1501).

## Mariage et descendance
Semen Holszański épouse Anastazja Zbaraska. De ce mariage naît :
- Tatiana Anna Holszańska (pl)

## Sources
- (pl) Cet article est partiellement ou en totalité issu de l’article de Wikipédia en polonais intitulé « Semen Jurewicz Holszański » (voir la liste des auteurs).